# Anthologyland
Anthologyland è una raccolta dei The Motels in doppio CD, pubblicata nel 2000 dalla Oglio Records, in cui sono presenti molti brani demo, rarità, versioni live ed alternate.

## Tracce
| 1. Every Day Star [Demo Version] 2. Route 66 [Live] 3. Boys [Outtake] 4. Total Control [Live] 5. Big Hurt [Live] 6. Celia [Live] 7. Counting [Live] 8. Amigo [Outtake] 9. Careful [Alternate Take] 10. Danger [Alternate Take] 11. Slow Town 12. Lost but Not Forgotten [Outtake] 13. Only the Lonely [Alternate/Early Version] 14. Mission of Mercy [Live] 15. Some Things Never Change [Demo Version] | 1. Surrender [Outtake] 2. Room at the Top [Outtake] 3. Mystery D.J. [Outtake] 4. Suddenly Last Summer [Alternate Take] 5. Remember the Nights 6. Love and Affection 7. Nightmares 8. In the Jungle [Concrete Jungle] 9. I Can't Believe 10. Take My Breath Away [Demo Version] 11. We Never Danced 12. Next in Line [Demo Version] 13. Save the Last Dance for Love 14. Shame [Demo Version] 15. Crazy [Demo Version] 16. You Got What It Takes |